# Shyla Heal
Shyla Jade Heal (Kogarah, 19 settembre 2001) è una cestista australiana, professionista nella WNBA.
È la figlia di Shane Heal.

## Carriera
È stata selezionata dalle Chicago Sky al primo giro del Draft WNBA 2021 (8ª scelta assoluta).